# Kotomi Ishizaki
Kotomi Ishizaki (jap. 石崎琴美 Ishizaki Kotomi; ur. 4 stycznia 1979 w Obihiro) – japońska curlerka, trzykrotna reprezentantka kraju na zimowych igrzyskach olimpijskich. Jest otwierającą w Team Aomori.
Zadebiutowała na arenie międzynarodowej podczas Mistrzostw Strefy Pacyfiku 2000, wystąpiła później na MŚ 2000 jako rezerwowa u Yukari Okazaki. Na tej samej pozycji u Akiko Katō wystąpiła na Zimowych Igrzyskach Olimpijskich 2002, nie zagrała jednak w żadnym meczu. Japonki zajęły wówczas 8. miejsce.
Od sezonu 2002/2003 zajęła miejsce otwierającej u Shinobu Aoty. W latach 2002 i 2003 zdobyła dwa złote medale w rywalizacji strefy Pacyfiku. W późniejszych latach nie udało się jej zdobyć tego tytułu ponownie, głównie ze względu na dominację Chinek. W 2007 była zawodniczką zespołu Moe Meguro, z którą wywalczyła srebrny medal rywalizacji kontynentalnej.
W Mistrzostwach Świata 2004 Japonki zakwalifikowały się do półfinału, który przegrały 8:9 na rzecz Kanady (Jennifer Jones). Ostatecznie zajęły 4. miejsce po porażce z Mirjam Ott ze Szwajcarii. Był to najlepszy wynik tego kraju w historii uzyskany po raz drugi. W 2010 po raz drugi uczestniczyła w turnieju olimpijskim, w Vancouver Japonki z bilansem 3 wygranych i 6 przegranych zostały sklasyfikowane na 8. pozycji.
Była zawodniczką rezerwową na zimowych igrzyskach olimpijskich 2022, nie zagrała jednak w żadnym meczu. Mimo to zdobyła wraz z drużyną srebrny medal.

## Wielki Szlem
| Turniej                | 2008/2009 | 2009/2010 | 2010/2011 |
| ---------------------- | --------- | --------- | --------- |
| Autumn Gold            | x         | x         | x         |
| Manitoba Lotteries     | A         | A         | A         |
| Wayden Transportation  | A         | —         | —         |
| Sobeys Slam            | A         | —         | A         |
| Players’ Championships | A         | A         | A         |

| —  | = turniej nie odbył się                     |
| A  | = nie uczestniczyła                         |
| x  | = nie zakwalifikowała się do fazy finałowej |
| QF | = ćwierćfinał                               |
| SF | = półfinał                                  |
| F  | = finał                                     |
| W  | = zwycięstwo                                |

## Drużyna
|           | Czwarta        | Trzecia         | Druga          | Otwierająca      |
| --------- | -------------- | --------------- | -------------- | ---------------- |
| 2014/2015 | Yumie Funayama | Kotomi Ishizaki | Mao Ishigaki   | Natsuko Ishiyama |
| 2011/2013 | Shinobu Aota   | Mayo Yamaura    | Anna Ōmiya     | Kotomi Ishizaki  |
| 2010/2011 | Anna Ōmiya     | Shinobu Aota    | Mayo Yamaura   | Kotomi Ishizaki  |
| MSP 2010  | Mayo Yamaura   | Shinobu Aota    | Anna Ōmiya     | Kotomi Ishizaki  |
| 2009/2010 | Moe Meguro     | Anna Ōmiya      | Mari Motohashi | Kotomi Ishizaki  |
| 2007/2009 | Moe Meguro     | Mari Motohashi  | Mayo Yamaura   | Kotomi Ishizaki  |
| 2002/2004 | Shinobu Aota   | Yukari Okazaki  | Eriko Minatoya | Kotomi Ishizaki  |